# Солодкий сніг
Солодкий сніг (англ. Sweet Snow) — книжка американського історика українського походження Олександра Мотиля, яка описує Голодомор в Україні 1932—1933.

## Опис
Видана англійською мовою 2013 року. За літературним жанром є романом.

## Зміст
Дія твору розгортається взимку 1933 року. Поки в країні триває жахливий голод, таємна поліція арештовує підозрюваних у шпигунстві. В одній тюремній камері опиняються німецький аристократ із Пруссії, єврей-комуніст із Нью-Йорка, польський дипломат зі Львова та український націоналіст із Відня. Під час перевезення автомобілем вони втікають. Герої книжки проходять крізь знищені села, сплюндровані краєвиди та повз замерзлі тіла. Борючись за виживання, вони постають перед жахом голоду, власних ілюзій, слабостей та смерті.

## Мотивація автора
У інтерв'ю для журналу "Бористен" Олександр Мотиль зазначив: "Англомовний читач має знати про цю трагедію з простої причини: Голодомор один з найбільших геноцидів 20-го століття , якщо не історії взагалі. Людина не може бути повністю освіченою, не може до кінця осягнути належний стан світу, принаймні, без поверхового знання про Голодомор. Отож, Голодомор не суто українська тема, а загальнолюдська . Як це не прикро, але на відміну від багатьох українців в Україні американці хочуть дізнатися якнайбільше про Голодомор. Коли їм розповідати про цей геноцид вони реагують із зацікавленням, з симпатією , хочуть більше знати. Дуже часто вони також  реагують самокритично . Усвідомлюючи що і їх країна в тих чи інших проявах сприяла тим страшним подіям".